# Maweni (Manyoni)
Maweni (auch Mvuni) ist ein Verwaltungsbezirk (englisch Ward) des Distrikts Manyoni in der tansanischen Region Singida.

## Geografie
Maweni ist ein Bezirk im nördlichen Zentralteil von Tansania etwa 35 Kilometer Luftlinie südöstlich der Distrikthauptstadt Manyoni. Im Süden hat der Bezirk Anteil am Sulunga-See. Bei der Volkszählung 2022 lebten 11.424 Menschen in 2578 Haushalten auf einer Fläche von 396 Quadratkilometern.
Der Bezirk grenzt im Osten und im Südosten die Region Dodoma und sonst an sechs Bezirke des Distrikts Manyoni:
| Chikuyu | Makutopora Makanda                          | Kintinku       |
| Majiri  | Kompassrose, die auf Nachbargemeinden zeigt | Bahi Mpamantwa |
|         | Sanza                                       | Chikola        |

## Gliederung
Der Bezirk besteht aus drei Gemeinden (swahili Mtaa) mit 15 Orten (Kitongoji):
| Maweni - Ntambaliza - Chinyika - Mkulu - Saigomi - Kanamalenga | Ngaiti - Mbijili - Utemini - Igose - Mpuje - Mnase | Mvumi - Mvumi Kati - Utemini - Nchemboo - Simanjiro - Lugandi |

## Infrastruktur
- Bildung: Die Ngaiti Secondary School ist eine staatliche weiterführende Schule, die Tagesschüler bis zur 4. Stufe ausbildet.[7]
- Gesundheit: Im Bezirk liegen zwei staatliche Apotheken, je eine in der Gemeinde Maweni[8] und Mvumi.[9]
- Verkehr: Durch den Bezirk verläuft die asphaltierte Nationalstraße T3.[10]